# VSB B 3/4
Die Vereinigten Schweizerbahnen (VSB) beschafften zwischen 1890 und 1901 insgesamt 15 Schnellzug-Dampflokomotiven des Bautyps B 3/4. Die VSB bezeichneten sie als Bauart A3T.
Die Lokomotiven wurden von der Schweizerischen Lokomotiv- und Maschinenfabrik (SLM) in Winterthur zu einem Einzelpreis von 70.000 bis 84.000 Schweizer Franken erworben.

## Technisches
Die Dampflokomotiven der Bauart Mogul waren die einzigen der VSB, die mit einem Zweizylinder-Verbundtriebwerk ausgerüstet waren. Sie entsprachen weitgehend der 2. Serie B 3/4 der Jura-Simplon-Bahn.
Die Maschine besass einen Innenrahmen, die Laufachse wurde durch ein Bissel-Deichselgestell geführt. Die Tragfedern befanden sich unter den Kuppelachsen und bei der Laufachse über dem Lagergehäuse. Es waren Ausgleichshebel zwischen der 1. und 2.  sowie der 3. und 4. Achse vorhanden. Der Kessel lag 2140 mm über Schienenoberkante. Die Feuerbüchse befand sich über der Hinterachse. Der Dampfdom war auf der Kesselmitte aufgesetzt. Das Einströmrohr wurde zuerst im Kesselinnern nach vorne, dann ausserhalb des Kessels auf der rechten Seite senkrecht zum Hochdruckzylinder geführt. Das Klose-Sicherheitsventil befand sich unverkleidet über der Feuerbüchse. Die auf die mittlere Triebachse wirkende Dampfmaschine war mit einer Steuerung der Bauart Walschaerts mit gerader Kulisse nach Helmholtz ausgerüstet. Die Umsteuerung erfolgte mit Schraube und Rad über eine obere Steuerwelle. Die beiden waagerecht liegenden Zylinder hatten nach vorne durchgeführte Kolbenstangen. Für das Anfahren war eine Anfahrvorrichtung der Bauart Lindner vorhanden.
Der Tender war mit einer achtklötzigen Exterbremse (Handbremse) ausgerüstet. Auf die Klötze des Tenders, sowie zusätzlich auf eine vierklötzige Triebradbremse, wirkte auch die automatische Westinghousebremse.
Der zweiachsige Tender mit Aussenrahmen entsprach weitgehend dem der C 3/3, hatte aber ein grösseres Fassungsvolumen.
Es waren eine Dampfheizung sowie ein Geschwindigkeitsmesser von Klose eingebaut.
Die Maschinen konnten 9,6 m³ (10,6 m³ 111-115) Wasser sowie 4 Tonnen Kohle als Betriebsvorräte mitführen.
| VSB Nummer | SBB Nummer | Fabrik Nummer | 2. Kessel | Baujahr | Ausser Dienst | Bemerkungen       |
| ---------- | ---------- | ------------- | --------- | ------- | ------------- | ----------------- |
| 101        | 1581       | 639           | –         | 1890    | 1914          |                   |
| 102        | 1582       | 640           | 1910      | 1890    | 1921          |                   |
| 103        | 1583       | 656           | –         | 1891    | 1924          |                   |
| 104        | 1584       | 657           | –         | 1891    | 1921          |                   |
| 105        | 1585       | 658           | –         | 1891    | 1924          |                   |
| 106        | 1586       | 740           | –         | 1892    | 1913          |                   |
| 107        | 1587       | 741           | –         | 1892    | 1916          |                   |
| 108        | 1588       | 742           | 1904      | 1892    | 1924          | 1918, Kessel 1594 |
| 109        | 1589       | 1051          | –         | 1897    | 1924          |                   |
| 110        | 1590       | 1052          | –         | 1897    | 1920          |                   |
| 111        | 1591       | 1284          | –         | 1900    | 1924          |                   |
| 112        | 1592       | 1285          | –         | 1900    | 1926          |                   |
| 113        | 1593       | 1384          | 1921      | 1901    | 1924          | Kessel 1582       |
| 114        | 1594       | 1385          | 1918      | 1901    | 1929          | Kessel 1588       |
| 115        | 1595       | 1386          | –         | 1901    | 1929          |                   |

## Betriebliches
Sie waren die ganze Zeit der Werkstätte Rorschach und somit auch dem SBB Kreis IV zugeteilt.